# Brown County, Wisconsin
 Brown County är ett administrativt område i den östra delen av delstaten Wisconsin, USA beläget vid södra änden av Lake Michigan. År 2010 hade countyt 248 007 invånare. Den administrativa huvudorten (county seat) är Green Bay.

## Geografi
Enligt United States Census Bureau har countyt en total area på 1 591 km². 1 370 km² av den arean är land och 225 km² är vatten.

### Angränsande countyn
- Oconto County - nord
- Kewaunee County - öst
- Manitowoc County - sydost
- Calumet County - sydväst
- Outagamie County - väst
- Shawano County - nordväst

### Större orter
- Allouez med 15 400 invånare
- Ashwaubenon – 17 600
- Bellevue – 11 800
- De Pere - 22 900
- Green Bay – 102 300
- Howard – 13 500

(Samtliga ligger inom Green Bays storstadsdistrikt)